# Карбоксамид
У органској хемији 'карбоксамиди' (или амино карбонили) су функционалне групе са општом структуром R-CO-NR'R'', где су Р, Р', и Р '' органски супституенти, или водоник.
Две аминокиселине, аспарагин и глутамин садрже карбоксамидну групу. Својства и реактивност карбоксамидне групе произилазе из способности водоничног везивања-NH2 групе, као и карбонилног кисеоника. Атом угљеника у карбоксамиду има ниско лежећу лумо која може да прими електронску густину са невезујућег електронског пара азота, чиме се слаби угљеник-кисеоник веза.
Примери карбоксамида који се користе у медицини:
- Карбамазепин
- Окскарбазепин
- Есликарбазепин ацетат